# Flodbergkreis
Der Flodbergkreis war ein christlich-ökumenischer Freundeskreis von mystisch Interessierten in Stockholm, der von etwa 1900 bis 1930 bestand. Das mystische Interesse des Kreises konzentrierte sich auf die Heiligungsbewegung, den Quietismus und den radikalen Pietismus.
Der Kreis versammelte sich um den Laternenanzünder Carl Flodberg (1848–1933) und den Zollbeamten Henrik Schager (1870–1934) in einem kleinen Saal in der Köpmangatan 10 in Gamla stan – der Altstadt von Stockholm, wo man geistigen und sozialen Aktivitäten nachging. Die Teilnehmer waren eine gemischte Gruppe von Menschen, die teils aus den untersten sozialen Schichten stammten. Darin unterscheiden sie sich von dem mystischen Freundeskreis um C. H. Bergman, dem sogenannten Bergman-Kreis. Der Bergman-Kreis bestand hauptsächlich aus Geistlichen und Personen aus höheren Gesellschaftsschichten, während der Flodberg-Kreis ein breiteres soziales Spektrum umfasste. Schager stand jedoch in Kontakt mit dem Freundeskreis um Bergman. Von dort wurde der Flodberg-Kreis mit Schriften der christlichen Mystik in neuen Übersetzungen und Ausgaben versorgt, die zuvor noch nicht auf Schwedisch erschienen waren.
Die berühmteste Figur des Flodberg-Kreises war der Wanderprediger David Petander, über den mindestens sieben Bücher geschrieben wurden und der als „schwedischer Franziskus“ bezeichnet wurde. Viele aus dem Flodberg-Kreis sahen sich als seine Jünger. Zwei von ihnen sind auch in der schwedischen Kirchengeschichte bekannt geworden: Nils Peter Wetterlund (1852–1928) und Hjalmar Ekström (1885–1962). Ekström kam im Jahr 1922 in Kontakt mit dem Kreis. In den Jahren 1924 und 1926 gaben Ekström und Schager gemeinsam die Zeitschrift Det fördolda livet (Das verborgene Leben) heraus, die Übersetzungen von Schriften christlicher Mystiker sowie eigene Artikel enthielt. Ekström wurde auch der Seelsorger für viele der Freunde des Flodberg-Kreises. Die Büchersammlung von Hjalmar Ekström wurde der Sigtuna-Stiftung geschenkt, wo sie der Öffentlichkeit zugänglich ist. Diese Sammlung gibt einen Einblick in das, was im Kreis gelesen wurde. Sie enthält alles von alten katholischen Mystikern wie Madame Guyon, François Fénelon, Thomas a Kempis und Franz von Baader bis hin zu lutherischen Mystikern wie Jakob Böhme, Carl Olof Rosenius, Søren Kierkegaard und Waldemar Rudin.
Auch viele Mystikerinnen schlossen sich dem Kreis an, darunter als bekannteste die Lieddichterin Linnea Hofgren (1868–1921).
Ein Mitglied des Flodberg-Kreises, Ulrika Ljungman (1906–2002), schrieb ein kleines Buch über den Kreis: Gud – och intet mer. Levnadsteckningar och brev från den mystika flodbergskretsen.

## Einflüsse auf andere Christen
Der Flodberg-Kreis hatte starken Einfluss auf das nordische Kirchenleben. So besuchte der Brunstad Christian Church (in Deutschland: Die Christliche Gemeinde), Johan Oscar Smith, Anfang der 1930er Jahre den Flodberg-Kreis und nahm entscheidende Eindrücke von dort mit.
Peter Halldorf berichtete in seinem Buch Hädanefter blir vägen väglös über den Kreis und wurde selbst geistlich stark von ihm beeinflusst.
Andere, die in jüngerer Zeit von dem Kreis beeinflusst wurden, sind Poul Madsen, und Martin Lönnebo. Letzterer schrieb sowohl über Hjalmar Ekström (Religionens fem språk, 1975) als auch über Henrik Schager (En annan väg än den där många gå, 1987).